# Urraca Sánchez (reina de León)
Urraca Sánchez (fallecida el 23 de junio de 956) fue una hija legítima de Sancho Garcés I de Pamplona y de Toda Aznárez.

## Matrimonio y descendencia
En 932 contrajo matrimonio con el rey Ramiro II de León, de quien era su segunda esposa. De esta unión nacieron dos hijos: 
- Sancho I de León,[3] apodado «el Craso», que sucedió a su medio hermano Ordoño III en el trono.
- Elvira Ramírez,[3] monja desde una temprana edad en el monasterio de San Salvador de Palat del Rey.

## Sepultura
La reina Urraca falleció en 956. Recibió sepultura en la capilla de Nuestra Señora del Rey Casto de la catedral de Oviedo junto al de otros miembros de la realeza asturleonesa en un sepulcro de piedra. La siguiente inscripción figuraba tallada en su sepulcro:

HIC REQUIESCIT FAMVLA DEI URRACA REGINA ET CONFA. UXOR DOMINI RAMIRI PRINCIPIS ET OBIIT DIE II FERIA HORA XI. VIII KALEN. JULIAS IN ERA DCCCCLV IIII

Posteriormente, en el siglo XVIII los restos de la reina fueron colocados en las urnas del panteón real de la capilla del Rey Casto, resultando imposible en la actualidad su identificación e individualización.